# 柳井市議会
柳井市議会（やないしぎかい）は、山口県柳井市に設置されている地方議会である。

## 概要
- 定数：16人
- 任期：2022年1月1日 - 2025年12月31日[1]
- 議長：山本達也[2]（やない経政会）※3回連続4度目[2]
- 副議長：平井保彦（政友クラブ）※連続2度目[2]
正副議長とも2年交代を申し合わせている[2]。

## 会派
（令和6年1月12日現在）
- 政友クラブ・ナチュラルパワー・あゆみの会・柳政クラブ 連合会派（5人）
  - 政友クラブ（2）
  - ナチュラルパワー（1）
  - あゆみの会（1）
  - 柳政クラブ（1）
- やない経政会・柳甦クラブ・市政クラブ 連合会派（4人）
  - やない経政会（2）
  - 柳甦クラブ（1）
  - 市政クラブ（1
- 新政クラブ・立志倶楽部 連合会派（2人）
  - 新政クラブ（1）
  - 立志倶楽部（1）
- 明日のかたち・参政の会 連合会派（2人）
  - 明日のかたち（1）
  - 参政の会（1）
- 公明党（1人）
- 日本共産党（1人）
- 新柳会（1人）

## 委員会
（令和6年1月12日現在）
- 常任委員会
  - 総務文教厚生常任委員会（8人）
  - 建設経済水道常任委員会（8人）
- 議会運営委員会（6人）

## 議員報酬と諸手当
- 月額[5]
  - 議長：月額 425,000円
  - 副議長：月額 366,000円
  - 議員：月額 325,000円
- 期末手当：6月および12月

## 議会だより
- やない議会だより（1月・4月・7月・10月）年4回発行
発行：柳井市議会 / 編集：やない議会だより編集委員会

## 議員定数
- 2009年12月6日市議選から定数18
- 2021年12月5日市議選から定数16

## 沿革
- 1954年 - 玖珂郡の1町4村（柳井町・日積村・新庄村・余田村・伊陸村）が合併して柳井市が成立。柳井市議会、発足。